# Theodore Sturgeon
Theodore Sturgeon  (eredeti nevén Edward Hamilton Waldo) (Staten Island, 1918. február 26. – Eugene, Oregon, 1985. május 8.) amerikai sci-fi-szerző.

## Munkássága
Elsősorban az érzelmekkel, szerelemmel gazdagította a sci-fit, sőt elsőként vitte be a műfajba a homoszexualitás témáját. (The World Well Lost, magyarul: E kettő kell neki címmel, 1953, Affair With a Green Monkey, 1957).
1939-től rendszeresen publikálta novelláit különböző magazinokban. Nyolc regényt írt, és több száz elbeszélést, novellát, esszét. Emellett a nevéhez kötődik az eredeti Star Trek két forgatókönyve, és a nyolcvanas évek The Twillight Zone-jának két folytatása is.

## Művei
- The Dreaming Jewels (1950)
- More Than Human (1953)
  - Több mint emberi (1990)[3]
- The Cosmic Rape (1958)
- Venus Plus X (1960)
- Some of Your Blood (1961)
- Godbody (1986) (posztumusz)
- I, Libertine (1956)
- The Player on The Other Side (1963)

## Magyarul
- Több mint emberi; ford. F. Nagy Piroska; Móra, Bp., 1990

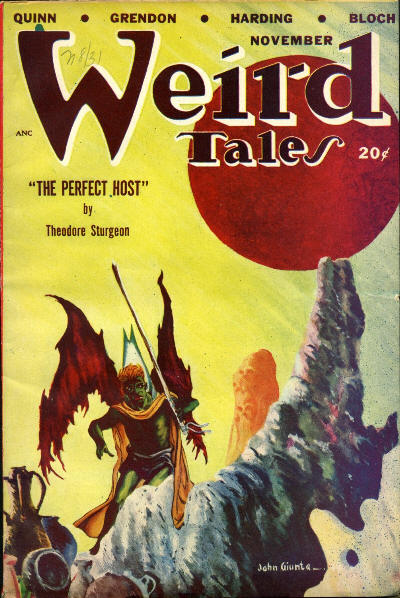
The Perfect Host című műve volt az 1948. novemberi Weird Tales címlapsztorija
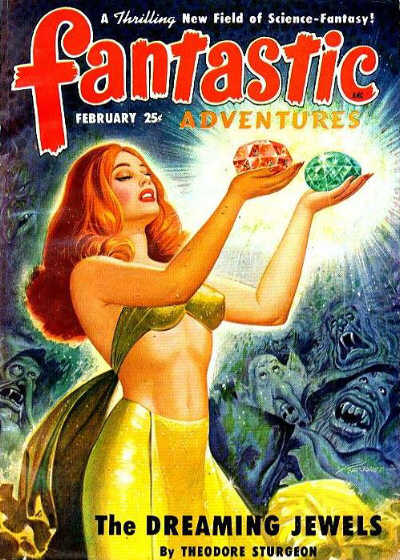
Első regényének, The Dreaming Jewels egy korai változata szerepelt a Fantastic Adventures 1950. februári számában
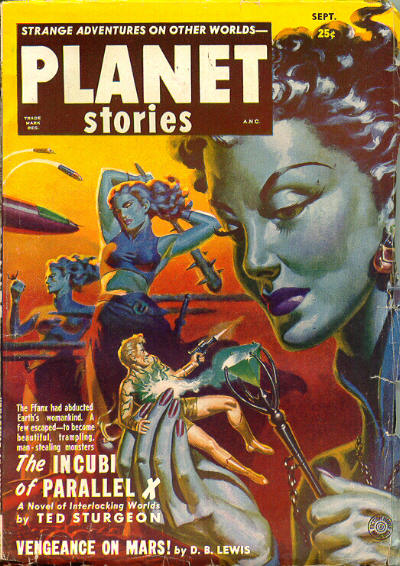
The Incubi of Parallel X című novellájának illusztrációja szerepelt az 1951. szeptemberi Planet Stories címlapján
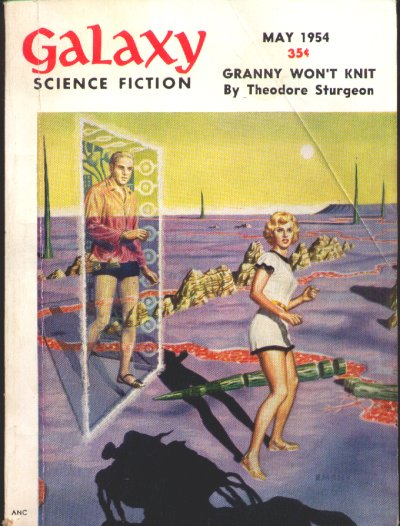
A Granny Won't Knit című novellája az 1954. májusi Galaxy Science Fiction címlapjára került, amelyet Ed Emshwiller illusztrált

## Fordítás
- Ez a szócikk részben vagy egészben  a   Theodore Sturgeon című angol Wikipédia-szócikk fordításán alapul.  Az eredeti cikk szerkesztőit annak laptörténete sorolja fel. Ez a jelzés csupán a megfogalmazás eredetét és a szerzői jogokat jelzi, nem szolgál a cikkben szereplő információk forrásmegjelöléseként.